# Полубинский, Василий Андреевич
Князь Василий Андреевич Полубинский (? — 4 марта 1550) — государственный и военный деятель Великого княжества Литовского, наместник владимирский (1505—1507), староста мстиславский (1535—1550), маршалок господарский (1522—1550).

## Биография
Представитель княжеского рода Полубинских герба «Ястржембец». Первый сын князя Андрея Фёдоровича Полубинского (ум. после 1488). Младший брат — князь Иван Андреевич Полубинский (ум. 1556), маршалок господарский (1545—1556).
В 1488 году князь Василий Полубинский впервые упоминается вместе со своим отцом Андреем Фёдоровичем Полубинским, когда получил от короля Казимира 4 копы грошей литовских от владений Брестских. В 1503 году он был упомянут в качестве свидетеля во время судебной тяжбы. В том же 1503 году он, в качестве королевского дворянина, получил от Александра Ягеллончика привилей на село Полубичи в Брестском повете.
В 1505 году великий князь литовский и король польский Александр назначил князя Василия Полубинского наместником владимирским, когда это место освободилось после перевода Фёдора Янушевича на должность старосты луцкого. В январе 1507 года новый польский король Сигизмунд Старый, преемник Александра, подтвердил пожалованную князю В. А. Полубинскому должность наместника владимирского. Однако после возвращения из московского плена князя Константина Ивановича Острожского Фёдор Янушкевич уступил ему должность старосты луцкого, а князь Василий Полубинский, в свою очередь, вынужден был уступить Янушевичу должность старосты владимирского (осень 1507 года). 1 ноября 1507 года он упоминается без титула, когда в Луцке купил село Микитино и людей в Лиханичах (возле города Тетерина). В 1508 году он получает привилей на дом в Вильно и на имение Можейков.
В феврале 1509 года, прибывший в Вильно король Сигизмунд Старый, приказывает арестовать воеводу новогрудского Альбрехта Мартиновича Гаштольда, конюшего великого литовского Мартина Богдановича Хрептовича, подскарбия великого литовского Фёдора Богдановича Хрептовича, маршалка господарского Александра Ивановича Ходкевича и князя Василия Андреевича Полубинского, обвиненных в сношениях с мятежным князем Михаилом Глинским. Они провели в темнице полтора года и были освобождены только 18 мая 1511 года.
В 1514 году князь Василий Андреевич Полубинский получил от короля подтверждение своих прав на усадьбу Можейково в Жолудском повете. Вскоре он получат в управление державы Любошанскую и Тетеринскую, но не оставался в этой должности, так как в 1516 году, беря в управление державу Жолудскую (за это право он выплатил 600 грошей литовских), он уже выступает в должности наместника Любошанского и Тетеринского, а в декабре 1518 года, находясь в должности наместника Жолудского, вновь получает королевский привилей на управление этой державой. В 1520 году он провел разграничение между своей державой и владениями Ходкевича. В том же году братья «князья Иван Андреевич Полубенский и Василий Андреевич Полубенский, державца Жолудский» участвовали в судебном процессе по жалобе на них княгини Настасьи Горской (супруги князя Ивана Горского) и её сына князя Федора Ивановича Горского, «на несправедливости учиненные в их владениях Дудаковичи».
В феврале 1522 года наместник жолудский князь В. А. Полубинский участвовал в судебной тяжбе из-за усадьбы Ваврка против воеводы подляшского Костевича. Из разбора этого дела, оказалось, что претензии у князя по этой усадьбе были «по Андрею Сирутовичу и его княгине». В 1524 году князь Василий получает привилей на три села в Тетеринской волости, которые ему уступил князь Михаил Иванович Мстиславский, а в 1525 году он участвует в тяжбе по обвинению князя Федора Ивановича Дудаковского и бояр города Троки в нанесении обид в Курглянской усадьбе.
В 1528 году, князь Василий Андреевич Полубенский выставлял от себя на воинский смотр 43 кавалериста. В 1533 году «князь Василий Андреевич Полубенский маршалок господарский, держвец Жолудский», заключает договор с Марией, женой Копота Васильевича, о женитьбе своего сына Ивана на её дочери Федии Коптевне. По этому договору он обязался после своей смерти всё своё имущество оставить в наследство своим детям Ивану и Льву. В 1534 году он ведет тяжбу с князем Андреем Сангушко-Каширским и его сыном о похищении своей дочери.
В конце 1521 года или 1522 году князь Василий Полубинский получил от короля Сигизмунда Старого титул маршалка господарского и вошёл в раду панов литовских, откуда его вызывали на сеймы специальными персональными письмами. Краткое время В. А. Полубинский владел державами Конявской и Дубицкой возле города Лиды (владел ею с 1527 по 1529 годы). В 1534 году польский король сообщил о пересечении границы бежавшими из Москвы — князем Семёном Фёдоровичем Бельским и Иваном Васильевичем Ляцким с группой бояр и конными почтами выслал к ним В. А. Полубинского с деньгами на их содержание. В. А. Полубинский после проведения переговоров с ними, передал их предложения королю.
В 1535 году князь Василий Андреевич Полубинский получает должность старосты мстиславского. В 1540 году Василий Полубенский и его сын Лев Васильевич получили утверждение разграничения их Курглянских владений с Тетеринскими владениями жены князя Михаила Мстиславского. Тот же князь Василий Андреевич, в следующим году получил документ, подтверждающий освобождение его от выплаты десятины с доходов его усадьбы Яблонь на Парцовскую церковь. В том же году он участвовал в тяжбе о землях Тетеринских с княгиней Мстиславской, в 1542 году он получает привилей на села во владениях Полубичи.
В 1545 году вместе со своими племянниками Михаилом и Александром Ивановичами Полубенскими, он вызывает в суд князя Василия Толочинского по делу о Друцком замке. Женившись вторично, «князь Василий Андреевич Полубенский маршалок господарский и староста Мстиславльский» в 1546 году отписывает «своей жене Софии Павловне, вдове по Шимку Мацкевичу, тивуне Виленском» одну треть своих владений, 2000 коп грошей литовских от своей усадьбы Можейков и одновременно отписывает «своему сыну князю Ивану» одну треть всех своих имений, за исключением Можейкова, который он отписал «своей жене Софии Павловне», наказывая ему не претендовать на оставшуюся треть владений, которые он завещал своей внучке, оставшейся сиротой после смерти его сына Льва, — в приданое. Со своей стороны, князь Иван Полубенский, выдает своему отцу князю Василию Андреевичу Полубенскому и его жене Софии Павловне письмо в котором соглашается на то, чтобы отец отписал своей нынешней, упомянутой выше, жене одну треть своих владений и Можейков, кроме того, много лет назад при женитьбе на Раине, дочери писаря Копота Васильевича, он уже получил от отца завещание на половину владений, тогда как другая половина должна отойти по наследству Марине, дочери его покойного брата Льва Полубенского.
В 1547 году воевода виленский Ян Юрьевич Глебович вместе со своей женой Анной Федоровной Заславской обвиняют князя Василия Полубинского в том, что он забрал 500 коп грошей литовских из имения Глубокое. Из документов этой тяжбы следует, что эту усадьбу «Андрей Сирутович записал своей жене Оксинии, которая, выходя вторым браком замуж за князя Василия Андреевича Полубенского принесла ему это владение». Оба супруга Полубенские, выдавая замуж свою дочь Анну за князя Александра Сангушко-Каширского, дали ей эту усадьбу в приданое, оцененное в сумму 1000 коп. Впоследствии князь Василий развел свою дочь с князем Сангушко-Каширским, при этом он понес расходы, в возмещение, которых, дочь обещала ему и его сыновьям 500 коп, с доходов усадьбы Глубокое. Позднее Анна вышла замуж за Николая Завишу, а после смерти последнего — за Размуса Довгирдовича и по собственной воле записала свои 500 коп с усадьбы Глубокое — Глебовичам. Уже после её смерти князь Василий Полубинский уплатил Глебовичам — 500 коп. В том же году четыре княжны Мстиславские вели тяжбу с «князем Василием Андреевичем Полубенским маршалком господарским, старостой Мстиславльским» о землях Тетеринских. Во время этой тяжбы, «княгиня Полубенская София Павловна, при посредничестве своего сына — писаря Яна Шимковича», признала, что эти земли являются пограничными с Можейковым, которым она владеет на основании завещания своего мужа. В декабре того же года «князь Василий Андреевич Полубенский маршалок господарский, староста Мстиславльский» отписал Марине — дочери своего покойного сына князя Льва, державца кричевского, — 1000 коп грошей литовских и 1000 золотых червонцев на усадьбе Яблонь, которые имеет право откупить другой сын — князь Иван Полубинский. Особым дополнением (от 6 мая 1549 года) к завещанию, князь Василий, отписывает своей внучке Марине Львовне 500 коп литовских грошей от усадьбы Глубокое, которые его покойная дочь Анна, жена Размуса Довгирдовича, отписала Глебовичу, а он Глебовичам эту сумму уплатил, давая этим фактом своему сыну Ивану права на эти владения. Ещё в феврале 1550 года, Василий Полубенский подтвердил, что «сын его Иван», вопреки воле отца, противился тому, чтобы еврей Ицик взял в аренду мстиславльскую корчму.
4 марта 1550 года князь Василий Андреевич Полубинский скончался в усадьбе Городище[уточнить], позднее его вдова перевезла его тело в Киев. Князь был похоронен в Киево-Печерской лавре, в церкви Пречистой Богородицы Печерской, подле своего сына Льва.

## Семья
Был дважды женат. Его первой женой была княжна Оксинья Ивановна Заславская (ум. до 1536), дочь князя Ивана Юрьевича Заславского и вдова Андрея Олехновича Сирутовича (Сируты). Дети:
- Анна Васильевна Полубинская (ум. 1547), 1-й муж князь Александр Андреевич Сангушко-Каширский (разведены в 1533 году), 2-й муж Николай Юрьевич Завиша, 3-й муж Расмус (Эразм) Богданович Довгирд
- Лев Васильевич Полубинский (ум. до 1544), державец кричевский
- Иван Васильевич Полубинский (ум. 1558), староста мстиславский (1550—1558)

В 1546 году вторично женился на Софии Павловне (ум. 1563), вдове тиуна виленского и державца ушпольского Шимка Мацковича, от брака с которой детей не имел.